# Up in Smoke
Up in Smoke è un film del 1978 diretto da Lou Adler.
È il primo lungometraggio di Cheech & Chong (Cheech Marin e Tommy Chong) e vede tra gli altri interpreti Edie Adams, Strother Martin, Stacy Keach e Tom Skerritt.
Cheech & Chong era stato un duo comico della controcultura degli anni 1960 per circa dieci anni prima che iniziassero a rielaborare parte del loro materiale per il loro primo film.
Gran parte del film è stato girato a Los Angeles, includendo scene ambientate a Tijuana, mentre quelle ambientate al confine con il Messico sono state girate alla frontiera di Yuma in Arizona.
Nel 2024 è stato selezionato per la conservazione nel National Film Registry degli Stati Uniti dalla Biblioteca del Congresso come "culturalmente, storicamente o esteticamente significativo"

## Trama
Anthony "Man" Stoner, un disoccupato, fumatore di marijuana, deve trovare un lavoro entro il tramonto altrimenti i suoi genitori lo manderanno alla scuola militare. Lascia la casa con una Volkswagen Beetle del 1967 e, facendo l'autostop, viene caricato dall'affascinante fumatore Pedro de Pacas.
La polizia trova l'auto parcheggiata in mezzo alla strada con loro dentro, chiaramente ubriachi, così vengono arrestati. Al processo vengono rilasciati dopo che Anthony scopre che il giudice sta bevendo della vodka.
Nel tentativo di procurarsi marijuana visitano il cugino di Pedro, Strawberry, un veterano della guerra del Vietnam. Il soprannome Strawberry (che significa "fragola") deriva dalla grande voglia he ha sul viso e sul collo. Sfuggono ad un'incursione della polizia a casa di Strawberry mentre lui ha un flashback e pensa che i poliziotti siano nemici Viet Cong, ma vengono presto deportati a Tijuana, dall'Immigration and Naturalization Service (ovvero "Servizio di immigrazione e naturalizzazione"), insieme ai parenti di Pedro, che in realtà si sono autodenunciati così da poterne approfittare e celebrare un matrimonio a Tijuana.
Per tornare negli Stati Uniti ritirano un veicolo dal negozio di tappezzeria dello zio di Pedro, ma arrivano all'indirizzo sbagliato: un impianto di lavorazione della canapa camuffata. Finiscono inconsapevolmente coinvolti in un complotto per contrabbandare un furgone dal Messico a Los Angeles. Il sergente Stedenko li sta seguendo: al confine messicano-americano, vengono quasi arrestati, ma l'attenzione viene deviata verso un gruppo di suore. Il duo attraversa quindi il confine americano. Stedenko scopre poi di aver arrestato la banda sbagliata e comincia a inseguire Pedro e Man. Non arrivano molto lontano, dato che uno degli uomini di Stedenko spara accidentalmente a una delle gomme dell'auto su cui viaggiano.
Lungo la strada Pedro e Man trovano due donne, che li convincono a esibirsi in una battaglia di bande al teatro Roxy. Pedro e Man chiedono alle donne della marijuana e loro li convincono ad incontrare Gloria, un agente di polizia che vende droga sequestrata come prova. Gloria informa le due donne che non può vendergli nulla, ma che ci dovrebbe essere un magazzino.
La maggior parte dei gruppi che si esibisce sono accolti negativamente dal pubblico, dopodiché la banda del duo vince il concorso e un contratto discografico, con un'esecuzione della loro canzone Earache My Eye, nonostante un inizio approssimativo della performance.
Il film si conclude con Pedro e Man che guidano e sognano la loro futura carriera.